# Organ der öffentlichen Aufsicht
Als Organ der öffentlichen Aufsicht wird in Österreich eine Person bezeichnet, die als staatlich bestelltes Organ mit der Aufsicht über die Einhaltung der öffentlich-rechtlichen Regelungen (Gesetze, Verordnungen udgl.) betraut ist. Dazu gehören
- Organe des öffentlichen Sicherheitsdienstes (Polizisten)
- Mautaufsichtsorgane
- Organe von kommunalen  Ordnungsämtern und Ordnungswachen
- Straßenaufsichtsorgane
- Organe der Finanzverwaltung (Finanzpolizei, Operative Zollaufsicht)
- Forstschutzorgane
- Fischereiaufsichtsorgane
- Gewässerschutzorgane
- Eisenbahnaufsichtsorgane
- Aufsichtsorgane nach landesrechtlichen  Vorschriften (z. B.  Berg- und Naturwachtorgane)
- Aufsichtsorgane zur Überwachung der Parkgebührenordnung